# Gewichtheffen op de Olympische Zomerspelen 1896
Gewichtheffen is een van de sporten die beoefend werden tijdens de Olympische Zomerspelen 1896 in Athene.

## Medailles

### Mannen
| Onderdeel  | Goud | Goud              | Zilver | Zilver            | Brons | Brons                   |
| ---------- | ---- | ----------------- | ------ | ----------------- | ----- | ----------------------- |
| Eenhandig  | GBR  | Launceston Elliot | DEN    | Viggo Jensen      | GRE   | Alexandros Nikolopoulos |
| Tweehandig | DEN  | Viggo Jensen      | GBR    | Launceston Elliot | GRE   | Sotirios Versis         |

## Medaillespiegel
| Plaats | Land             | NOC    | Goud | Zilver | Brons | Totaal |
| ------ | ---------------- | ------ | ---- | ------ | ----- | ------ |
| 1      | Denemarken       | DEN    | 1    | 1      | 0     | 2      |
| 1      | Groot-Brittannië | GBR    | 1    | 1      | 0     | 2      |
| 3      | Griekenland      | GRE    | 0    | 0      | 2     | 2      |
| Totaal | Totaal           | Totaal | 2    | 2      | 2     | 6      |

Athene 1896 · 
St. Louis 1904 · 
Antwerpen 1920 · 
Parijs 1924 · 
Amsterdam 1928 · 
Los Angeles 1932 · 
Berlijn 1936 · 
Londen 1948 · 
Helsinki 1952 · 
Melbourne 1956 · 
Rome 1960 · 
Tokio 1964 · 
Mexico-stad 1968 · 
München 1972 · 
Montréal 1976 · 
Moskou 1980 · 
Los Angeles 1984 · 
Seoel 1988 · 
Barcelona 1992 · 
Atlanta 1996 · 
Sydney 2000 · 
Athene 2004 · 
Peking 2008 · 
Londen 2012 · 
Rio de Janeiro 2016 · 
Tokio 2020 · 
Parijs 2024 · 
Los Angeles 2028 
Medaillewinnaars
Atletiek · Gewichtheffen · Schermen · Schietsport · Tennis · Turnen · Wielersport · Worstelen · Zwemmen